# Chiesa di San Michele Arcangelo (Bolognola)
La chiesa di San Michele Arcangelo è la parrocchiale di Bolognola, in provincia di Macerata ed arcidiocesi di Camerino-San Severino Marche; fa parte della vicaria di Pieve Torina.

## Storia
L'originaria chiesa di San Michele Arcangelo risaliva al XIII secolo; l'edificio, ampliato nel Quattrocento, si componeva di tre navate ed era abbellita da affreschi tardo medievali.
Il luogo di culto, rimaneggiato nel XVIII secolo, fu rovinato da una slavina nella notte tra il 2 e il 3 marzo 1934; si salvarono i muri perimetrali, ma si optò poi per la demolizione dei resti e per una riedificazione ex novo.
I lavori, iniziati l'anno successivo, furono portati a termine nel 1939, mentre l'inaugurazione ufficiale della nuova parrocchiale neoromanica si tenne il 28 ottobre 1942.
Le fondamenta dell'abside vennero danneggiate da un cedimento nella seconda metà del Novecento e l'evento sismico del 1997 peggiorò la situazione; l'intervento di restauro relativo fu approvato il 3 febbraio 1999.
La chiesa riportò nuove lesioni in occasione del terremoto del 2016, a causa del quale dovette essere dichiarata inagibile.

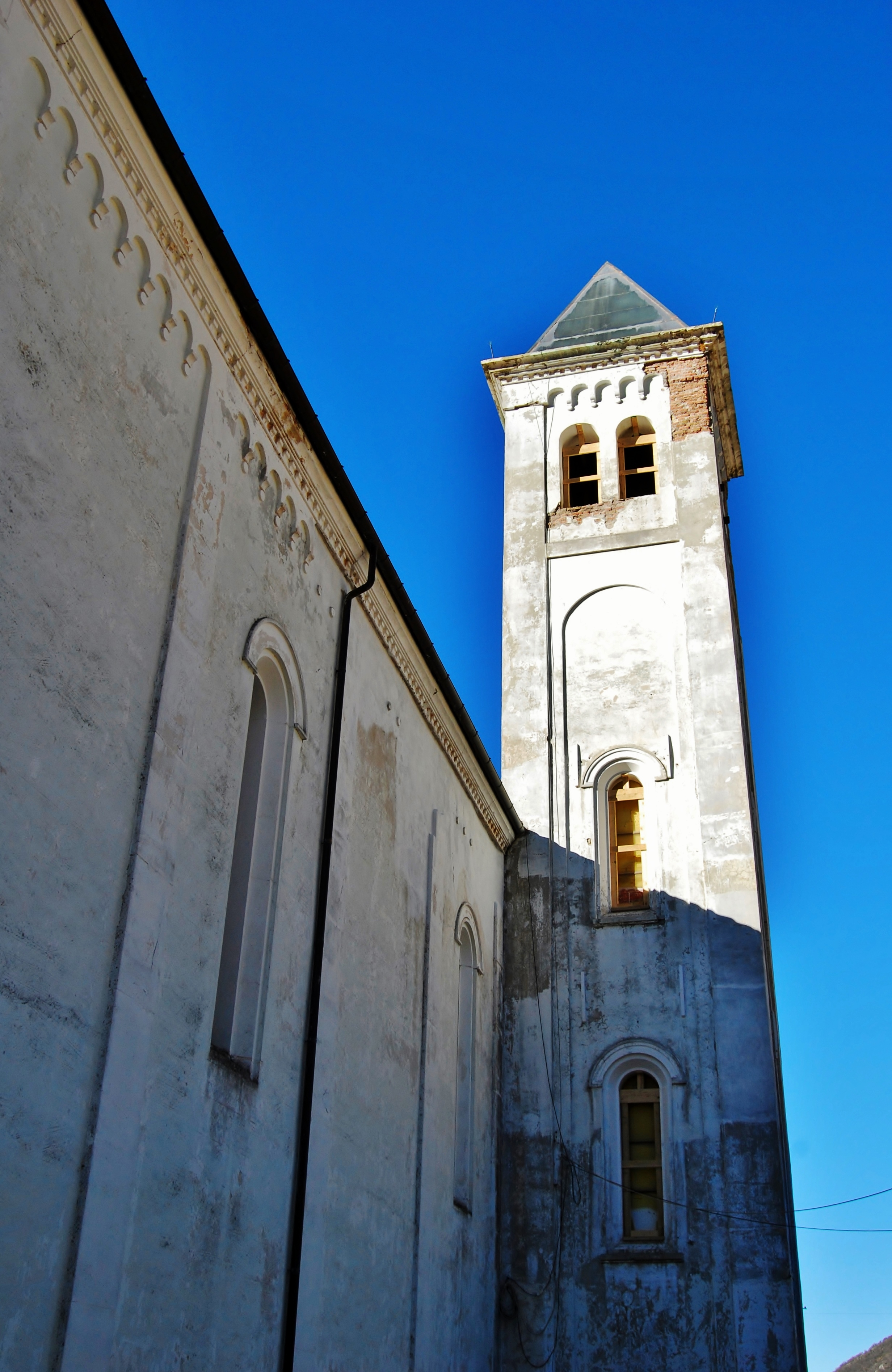
Il campanile

## Descrizione

### Esterno
La facciata a capanna della chiesa, rivolta a nordovest, presenta centralmente il portale d'ingresso strombato e il rosone, inscritti in un arco a tutto sesto, mentre ai lati si aprono due alte finestre; le due falde del tetto sono abbellite da cornici caratterizzate da archetti pensili.
Annesso alla parrocchiale è il campanile, scandito da paraste angolari; la cella presenta su ogni lato una bifora ed è coronata dalla guglia di forma piramidale.

### Interno
L'interno dell'edificio si compone di un'unica navata, suddivisa in cinque campatae, le pareti della quale sono scandite da lesene e decorate da una fila di archetti pensili e il cui ingresso è sormontato dalla cantoria ospitante l'organo; al termine dell'aula si sviluppa il presbiterio, rialzato di alcuni gradini, delimitato da balaustre, ospitante l'altare postconciliare del 1970 e chiuso dall'abside di forma semicircolare.
Qui sono conservate diverse opere di pregio, tra le quali la tavola con soggetto la Madonna del Rosario, realizzata da Giulio Vergari nel 1518, l'affresco ritraente la Crocifissione, risalente al XV secolo e proveniente dalla diroccata chiesetta della Santa Maria a Piè del Sasso, e l'organo, costruito nel 1850 e salvatosi dalla devastazione del 1934.